# 2183 Неуфанг
2183 Неуфанг (2183 Neufang) — астероїд головного поясу, відкритий 26 липня 1959 року.
Тіссеранів параметр щодо Юпітера — 3,074.